# Borja Navarro García
Borja Navarro García (* 14. Mai 1990 in Gijón) ist ein ehemaliger spanischer Fußballspieler.

## Karriere
Das Fußballspielen erlernte Borja Navarro García in der Jugendmannschaft von Sporting Gijón in Gijón. Hier unterschrieb er 2008 auch seinen ersten Vertrag. 43 Mal spielte er für die 2. Mannschaft in der Segunda División B. Sein Debüt in der Ersten Mannschaft, die in der Primera División spielte, gab er am 7. Februar 2010. Hier wurde er die in der 77. Minute gegen UD Almería bei der 1: 3-Auswärtsniederlage eingewechselt. Nachdem sein Vertrag nicht verlängert worden war, kam er über die Drittligastationen SD Lemona (2011–2012), CD Guijuelo (2012), Caudal Deportivo (2012–2014), Albacete Balompié (2014–2015) und SD Compostela nach Thailand. Hier unterschrieb er Mitte 2015 einen Vertrag beim Zweitligisten Pattaya United aus Pattaya. Mit dem Verein wurde er Vizemeister und stieg somit in die Thai Premier League auf. 2016 ging er wieder in seine Heimat. Hier unterschrieb er für die Rückrunde einen Vertrag bei UD Almería, bei dem er in der Zweiten Mannschaft eingesetzt wurde. 2016 zog es ihn wieder nach Asien, wo er einen Vertrag beim thailändischen Zweitligisten Chiangmai FC in Chaingmai unterschrieb. Nach zehn Spielen und fünf Toren verließ er Ende 2016 Thailand und schloss sich seinem ehemaligen spanischen Club, dem Drittligisten Caudal Deportivo, an. Für den Verein absolvierte er 113 Ligaspiele.
Am 1. Februar 2022 beendete García seine Karriere als Fußballspieler.

## Erfolge
Pattaya United
- Thai Premier League Division 1: 2015 (Vizemeister)  ▲